# Gmina Huszlew
Die Gmina Huszlew ist eine Landgemeinde im Powiat Łosicki der Woiwodschaft Masowien in Polen. Ihr Sitz ist das gleichnamige Dorf mit etwa 500 Einwohnern.

## Gliederung
Zur Landgemeinde Huszlew gehören folgende 25 Ortschaften mit einem Schulzenamt:
Bachorza
Dziadkowskie
Dziadkowskie-Folwark
Felin
Harachwosty
Huszlew
Juniewicze
Kopce
Kownaty
Krasna
Krasna-Kolonia
Krzywośnity
Liwki Szlacheckie
Liwki Włościańskie
Makarówka
Mostów
Nieznanki
Siliwonki
Waśkowólka
Władysławów
Wygoda
Zienie
Żurawlówka
Weitere Orte der Gemeinde sind Ławy und Sewerynów.